# Buly da Conceição Triste
Buly da Conceição Triste  (4 de julho de 1991) é um canoísta de São Tomé e Príncipe. Ele disputou as Olimpíadas de 2016 na modalidade C-1 1000 metros e terminou a participação com o tempo de 4:46.396 nas semifinais, não se qualificando para a fase final.
Buly foi o atleta escolhido para entrar como porta-bandeira de São Tomé e Príncipe no Desfile das Nações durante a cerimónia de abertura dos Jogos Olímpicos de 2016.